# Alina Lindermuth
Alina Lindermuth (* 8. Dezember 1992 in Villach) ist eine österreichische Schriftstellerin.

## Leben
Alina Lindermuth ging nach der Matura für einige Monate nach Indien. Danach studierte sie Südasienkunde, Betriebs- und Volkswirtschaftslehre in Wien und Singapur. Ab 2018 war sie bei Ernst & Young Parthenon als Unternehmensberaterin tätig, 2022 machte sie sich mit Creative Writing und Storytelling für Unternehmen selbständig.
Für ihre Kurzgeschichte Zum Schreien wurde sie 2010 mit dem Bachmann-Jugendliteraturpreis ausgezeichnet. 2020 veröffentlichte sie ihren Debütroman Die Wahrscheinlichkeit des Zufalls im Buchverlag TEXT/RAHMEN. 2022 war sie Writer-in-Residence der one world foundation in Sri Lanka, Stipendiatin der Werkstatt für junge Literatur und Sonderpreisträgerin des Wiener Werkstattpreises, 2023 erhielt sie den Bruno-Gironcoli-Förderpreis.
Bei Kremayr & Scheriau erschien 2023 ihr zweiter Roman Fremde Federn über ein Start-up, das mit Mehlwürmern experimentiert, sowie über 24-Stunden-Pflege. In ihrem dritten Roman Stammzellen (2025) behandelt sie das Thema Dendrose und lässt immer mehr Menschen zu Bäumen werden.

## Publikationen (Auswahl)
- 2020: Die Wahrscheinlichkeit des Zufalls, Roman, Text/Rahmen Taschen, Wien 2020, ISBN 978-3-9504773-7-5.
- 2023: Fremde Federn, Roman, Kremayr & Scheriau, Wien 2023, ISBN 978-3-218-01386-4.
- 2025: Stammzellen, Roman , Kremayr & Scheriau, Wien 2025, ISBN 978-3-218-01446-5.

## Auszeichnungen und Stipendien (Auswahl)
- 2010: Ingeborg-Bachmann-Jugendliteraturpreis mit der Kurzgeschichte Zum Schreien[2]
- 2017: Tagebuch Slam Gewinnerin im Theater an der Gumpendorfer Straße (TAG)
- 2022: Stipendiatin der Werkstatt für junge Literatur Schloß Retzhof für Fremde Federn
- 2022: Writer-in-Residence Stipendiatin der one world foundation in Sri Lanka
- 2022: Wiener Werkstattpreis – Sonderpreis für die Kurzgeschichte Schweren Herzens
- 2022: Projektstipendium der Stadt Wien für Fremde Federn
- 2023: Bruno-Gironcoli-Förderpreis der Stadt Villach[2]